# Venucia Xing

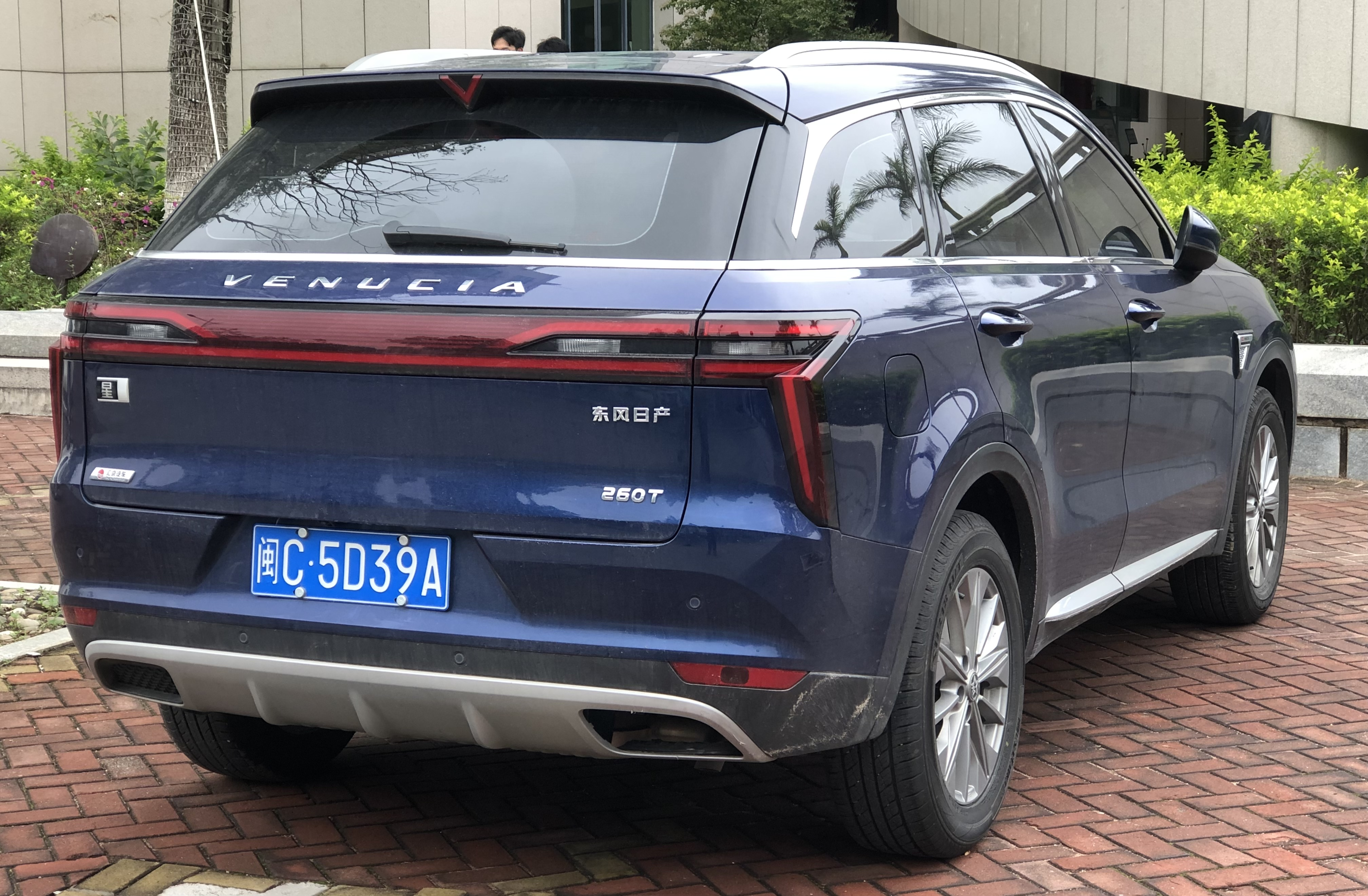
Heckansicht

Der Venucia Xing ist ein Sport Utility Vehicle der zur Dongfeng Motor Company gehörenden Marke Venucia.

## Geschichte
Vorgestellt wurde das Fahrzeug im November 2019 auf der Guangzhou Auto Show. In China wird es seit April 2020 verkauft.

## Technische Daten
Angetrieben wird das Sport Utility Vehicle von einem aufgeladenen 1,5-Liter-Ottomotor mit 140 kW (190 PS). Gegen Aufpreis war es auch mit einem 48-Volt-Bordnetz erhältlich. Die Höchstgeschwindigkeit gibt der Hersteller mit 190 km/h an.
|                                             | 260T                               | 260T 48V                         |
| Bauzeitraum                                 | seit 04/2020                       | 04/2020–11/2022                  |
| Motorkenndaten                              |                                    |                                  |
| Motortyp                                    | R4-Ottomotor                       | R4-Ottomotor                     |
| Hubraum                                     | 1480 cm³                           | 1480 cm³                         |
| max. Leistung bei min−1                     | 140 kW (190 PS) / 5500             | 140 kW (190 PS) / 5500           |
| max. Drehmoment bei min−1                   | 260 Nm / 1500–4500                 | 260 Nm / 1500–4500               |
| Kraftübertragung                            |                                    |                                  |
| Antrieb                                     | Vorderradantrieb                   | Vorderradantrieb                 |
| Getriebe, serienmäßig                       | 6-Gang-Schaltgetriebe              | 7-Stufen-Doppelkupplungsgetriebe |
| Getriebe, optional                          | (7-Stufen-Doppelkupplungsgetriebe) | —                                |
| Messwerte                                   |                                    |                                  |
| Höchstgeschwindigkeit                       | 190 km/h (190 km/h)                | 190 km/h                         |
| Beschleunigung, 0–100 km/h                  | 10,9 s (9,9 s)                     | 9,9 s                            |
| Kraftstoffverbrauch auf 100 km (kombiniert) | 6,8 l Super (6,7 l Super)          | 6,1 l Super                      |
| Tankinhalt                                  | 60 l                               | 60 l                             |